# トリニティ×ヴィーナスSRS
『トリニティ×ヴィーナスSRS』（トリニティ ヴィーナス エスアールエス）は、2008年10月にジャイブ・integralから出版されたテーブルトークRPG(TRPG）。同社刊『月刊コミックラッシュ』で連載されている同名漫画『トリニティ×ヴィーナス』の設定をベースに作られた超能力アクション物のテーブルトークRPGである。著者は三輪清宗。イラストは原作漫画の作画担当でもある合鴨ひろゆき。原作者の是空とおるも製作に強く関わっている。

## 概要
「VIP能力者」と呼ばれる一種の超能力たちの存在が公に認められているパラレルワールドの地球を舞台とする。プレイヤーキャラクターは全員がVIP能力者であり、VIP能力者と一般人の共存を目的とする善の組織「トリニティ」のメンバーもしくは協力者の立場となる。ゲーム参加者であるプレイヤーたちは自分のプレイヤーキャラクターを操り、VIP能力を使って世界支配をたくらむ悪の組織「ヴィーナス」の野望を阻止するために戦うというのが『トリニティ×ヴィーナスSRS』というゲームの主要な目的である。
ゲームシステムはF.E.A.R.社が提供している共通システム「スタンダードRPGシステム」（以下、略称の「SRS」で記述）が使用されている。他のSRS作品との互換性が意識されてデザインされており、他作品と混ぜ合わせて遊ぶためのガイダンスが基本ルールブックに掲載されている。
なお、本作は製作にF.E.A.R.が表立って関わっていない初めてのSRS作品となる。（ただし、DTP関係はF.E.A.R.社の社員が担当している）

## システム
基幹システムにはSRSが採用されており、キャラクターメイキングや行為判定はこれに準ずる。

### キャラクターメイキング
プレイヤーキャラクターはキャラクタークラスを3つまで選択することで、おおまかなアウトラインが決定される。これはSRSの標準のキャラクター作成ルールである。
ただしクラスは、プレイヤーキャラクターの物語上の役割を表す「ヒーロークラス」と、使用できるVIP能力の種類を表す「VIPクラス」をそれぞれ一つ以上取得しなくてはならない。クラスの一覧についてはトリニティ×ヴィーナスSRS#キャラクタークラスを参照。
また、クラスの他にヒーローポイントの一種である「アドバンスドVIP」（後述）や、キャラクターはその経歴を簡易的に設定できる「ライフパス」を取得する必要がある。

### 行為判定
行為判定は2D6による上方判定、つまり出目が大きいほど良いとする方式が使われている。これはSRSの標準のルールである。

### フェイズワーク
フェイズワークは、サイコロを一回振るだけで成否を決定するのは臨場感が足りないようなシチュエーションで使われる特別な行為判定である。
フェイズワークは行為判定を複数回行い、その結果を累積することで、特定の行為が成功したか失敗したかが判断される。ただしこれは単純に行為判定を複数回に分割したものではなく、通常の行為判定とは全く異なる感覚のルールを持つ。
フェイズワークは戦闘ラウンドと同じように「ワークタイム」という独自のゲーム内時間で管理され、ワークタイムに参加するキャラクターは行為判定を実際に行う「ワーカー」と、ワーカーの判定を支援するための行動をとる「サポーター」に分かれ、別のアクションをとることになる。「ビル火災で避難民を誘導する」というフェイズワークなら、実際に先頭に立ち避難民を誘導するのがワーカー、避難民が列を乱さないように整理するのがサポーターといったイメージである。
フェイズワークは長期的な行動を再現するルールなため、周囲状況のちょっとした変化がワーカーやサポーターの行動の成否を大きく左右する。前述のビル火災ならば、風の吹き具合により火の燃え進み方は変わり避難民の誘導の難易度は大きく変わるだろう。この周囲状況の変化のことを「ワークアクシデント」と呼び、特定ワークタイム内の周囲状況がワークタイム参加者に有利か不利かが専用の表でランダムに決定される（GMが任意で決定しても良い）。判定にいかなる能力値を使うのかもワークアクシデントの表の結果で決定される。
フェイズワーク内の実際の判定は、サポーターがまず特定の目標値に対する判定を行いワーカーをサポートできるかを判断し（成功すれば直後のワーカーの判定の達成値が上昇する）、その後にワーカーが本番の判定をする。ワーカーの判定には成功失敗の概念はなく純粋に達成値のみが適用される。フェイズワークに参加しているワーカーとサポーター全員の処理が一巡したあと、ファンブルを出さなかったものはもう一度ワーカーもしくはサポーターとしての処理を繰り返すことができる（このときに新しいキャラクターがフェイズワークに参加することもできる）。ただし一巡するたびにファンブル値が3上がる。ワーカーはファンブルが出るまで何度も判定を行うことんきなるがこのとき達成値は累積されて記録されていく。ワーカーの判定が特定の達成値になるか、全員の判定がファンブルすると一つのワークタイムが終了する。ワークタイム終了時に累積成値が特定値を超えているならば状況が解決されたことになる。状況が解決されなければ次のワークタイムに突入する。なお、ワーカーがクリティカルを出せば達成値の累積値とは無関係に状況が解決される。
フェイズワークではワークタイムがすすむたびに「カウント」というものが上昇していき、それが一定の値を超えるとイベントが発生することもある（例えば仕掛けられた時限爆弾を探すフェイズワークなら、爆発するイベントなどがおこるだろう）。
フェイズワークでの状況が解決するとGMは新しい状況を発生させる。このとき、新しく発生した状況がさらにフェイズワークで解決する状況の可能性もある。（例えば、時限爆弾の話ならば、フェイズワークにより隠し場所を見つけた後、それを解体する必要があるとして再びフェイズワークが発生することもある）。フェイズワークが連続して行われる場合はカウントは継続される。
「連続して行う行為を再現するためのルール」という意味では、この「フェイズワーク」はSRS作品として先行する『神曲奏界ポリフォニカRPG』のフォーカスシステムと同じ目的を持つ。しかしその運用方法は大きく異なるものとなっており、二つの間に互換性などはない。

### アドバンスドVIP
アドバンスドVIPはヒーローポイントの一種であり、プレイヤーキャラクターが持ついわゆる「必殺技」のことを表す。アドバンスドVIPは自作することができるのが特徴で、プレイヤーは自分のアドバンスドVIPに付与したい能力をリスト化されているものから選び、それを組み合わせることで好きな効果のあるアドバンスドVIPを作り出すことができる。リスト化された能力はそれぞれコストを持ち、実際にアドバンスドVIPを使う場合はこの全ての付与能力のコストを足した上で100で割った値と同じだけの「VIPブースト」（後述）を支払わなければならない。なお、リストの中にはアドバンスドVIPの使用に条件付けをつけるような能力も多くそろっており、そのような「条件づけ」をすることでアドバンスドVIPの使用コストを下げることもできる。

### 戦闘ルール
SRSプラグインとして「エンゲージ」の概念が実装されている。
また、『トリニティ×ヴィーナスSRS』では通常、ヒットポイントが0になっても戦闘不能になり行動が不能になるだけで即死はしない。この戦闘不能状態は戦闘終了時になれば自動的に回復する他、アイテムや特技でも回復ができる。
ただし、この戦闘不能状態で敵が殺意をもって「止めを刺す」と宣言すればキャラクターは死亡する。「止めを刺す」と言う行動は1ラウンドを消費する行動なため、敵を確実に殺すか、とりあえず戦闘不能にしておいて残りの敵を倒すのを優先するかの選択は戦術的に強い意味を持つ。

### シナリオの進行
シナリオの進行にはシーン制が採用されている。 また、1回のセッションはオープニング、ミドル、クライマックス、エンディングの4つのフェイズに分けられ、1回のセッションで1本のシナリオを確実に消化することを目指す仕組みになっている。これはSRS標準のルールである。

#### シナリオクラフト
『トリニティ×ヴィーナスSRS』では「シナリオクラフト」という特別な遊び方でもゲームを行うことができる。シナリオクラフトとは、豊富なチャートを用いることでシナリオを作りながら同時にゲームを進行させていくという独特の遊び方であり、シナリオを事前に一切準備していなくてもゲームプレイを行うことが可能である。やり方によってはゲームマスターさえも必要としない。

### VIPブースト
全てのプレイヤーキャラクターは、「VIPブースト」と呼ばれる一種のヒーローポイントを持つ。これを1点消費することで、以下の効果うちの1つを得ることができる
- ダイスブースト - 行為判定やダメージロールのダイスを一時的に増やす（VIPブースト1点につきダイス一個）
- 振りなおし - 行為判定やダメージロールを振りなおす
- 状態回復 - あらゆるバッドステータスを回復
- 覚醒 - 覚醒状態になる。1シーンに1回しか選べない効果

### 覚醒状態
プレイヤーキャラクターは、絆効果を使うことでいつでも（戦闘不能の状態であっても）「覚醒状態」になることができる。覚醒状態になると以下の特典を得る、
- 戦闘不能状態が回復する。
- ヒットポイントが【体力】値以下の場合は【体力】値まで回復する。
- 特技を使用するときにメンタルポイントなどの代償を支払う必要がなくなる。
- ヒットポイントが通常の手段（特技やアイテムなど）では回復しなくなる。
- HC状態のときにヒットポイントもしくはメンタルポイントが0になったら戦闘不能にならずに即死する。

## 世界設定
原作：是空とおる、漫画：合鴨ひろゆきによるコミック「トリニティ×ヴィーナス」と同様の世界設定を持つ。しかし、「悪の秘密結社と戦う勧善懲悪のサイキックアクション」というわかりやすい設定ゆえに原作もの特有の「ファン以外へのハードルの高さ」は低い。（原作者の是空とおるは、原作を完全に意識せずにゲームが遊べるようなものを目指したと本書内では語られている）。また、このゲームは原作でのコミックス一巻が出たばかりという早期の段階で発売されたことがあり、むしろ原作よりも世界設定を詳しく解説している部分もある。（ゲーム製作の主要スタッフが原作コミックのスタッフでもある）

## キャラクタークラス
- ヒーロークラス
  - ストライカー - 前線に出て戦うことを基本とするヒーロークラス
  - オフィサー - 他者の支援を基本とするヒーロークラス
  - フォースガード- 敵の攻撃を食い止めることを基本とするヒーロークラス
  - エグゼキューター- 敵を撃滅することを役割とするヒーロークラス
- VIPクラス
  - カテゴリ:V（エネルギー変性系）- エネルギーを操って攻撃したり、幻影を生み出したりするVIPクラス
  - カテゴリ:V（生命操作系）- 肉体や精神を操作したり、単純な生命や毒物を生み出したりするVIPクラス
  - カテゴリ:V（物質変性系）- 物質を変化したり生み出したりするVIPクラス
  - カテゴリ:I（空間変性系）- 空間そのものを操作して、空間転移したり結界を生み出したりするVIPクラス
  - カテゴリ:I（情報変性系）- 事象そのものを操作して奇跡を起こすVIPクラス。前近代に「魔法」とも呼ばれていたものはこの能力だったとも言われている。
  - カテゴリ:I（熱量変性系）- 熱量を操作し冷却や燃焼を自在に起こすVIPクラス
  - カテゴリ:P（組成変容系）- 物体の組成や性質を変化させ、無害なものに、もしくは有害なものに変えてしまうVIPクラス
  - カテゴリ:P（達人系）- 自分が持っている様々な技術をVIP能力で高めることができるクラス
  - カテゴリ:P（超感覚系）- 一般に超能力といわれるもの（念力やESPなど）を使うことができるクラス

## 作品一覧
- トリニティ×ヴィーナスSRS　（基本ルールブック）　ISBN 978-4-86176-592-6
- 輝きのメイルシュトローム―Replay:トリニティ×ヴィーナスSRS　（リプレイ）　ISBN 978-4-86176-567-4
- ささやきのモノクローム―Replay:トリニティ×ヴィーナスSRS　（リプレイ）　ISBN 978-4-86176-636-7
- ヴィクトリー・イン・プログレス　（サプリメント）　ISBN 978-4-86176-721-0
- 南極大戦　　(サプリメント)　　ISBN 978-4-86176-789-0